# Caténine
Les caténines sont des glycoprotéines cytoplasmiques généralement complexées avec les cadhérines. 
L'α-caténine peut se lier avec l'actine ou la β-caténine. Cette dernière peut se lier au domaine cytoplasmique de certaines cadhérines.
Il existe aussi des caténines-γ (ou plakoglobine) et δ-caténine.